# Torsten Ralf
Torsten Ivar Ralf, född 2 januari 1901 i Malmö, död 27 april 1954, var en svensk operasångare (tenor). 
Ralf studerade sång vid Musikhögskolan i Stockholm och i Berlin. 1930 debuterade han på operan i Stettin. Förutom vid Operan i Stockholm var han verksam i Tyskland, England, Italien och USA och debuterade på Metropolitan 26 november 1945. Han utnämndes till hovsångare 1952. Ralf är begravd på Skogskyrkogården i Stockholm.
Torsten Ralf var bror till Oscar och Einar Ralf.
Hustru: Sigrid Wernfelt
Dotter: Birgitta Ralf

## Operaroller
- Lohengrin
- Tannhäuser
- Valkyrian
- Tristan und Isolde
- Parsifal
- Tosca
- La fanciulla del West
- Daphne
- Ariadne auf Naxos
- Aida
- Otello
- Fidelio